# Cicloesanone
Il cicloesanone è un chetone ciclico a sei termini avente formula semistrutturale (CH2)5CO. È l'omologo superiore del ciclopentanone.
A temperatura ambiente si presenta come un liquido incolore dall'odore che ricorda l'acetone e la menta piperita. È un composto infiammabile e dotato di proprietà solventi verso diverse sostanze organiche, inclusa la gomma naturale (caucciù). Insieme al toluene, al cloroformio e all'etere di petrolio, infatti, è stato usato per gli studi compiuti sull'isolamento dell'unità strutturale del caucciù (isoprene).

## Produzione
Il cicloesanone è prodotto dall'ossidazione del cicloesano nell'aria, tipicamente usando catalizzatori al cobalto:
{\displaystyle {\ce {C6H12 + O2 -> (CH2)5CO + H2O}}}
Questo processo co-forma il cicloesanolo e questa miscela, chiamata "olio di KA" per l'olio di alcol chetonico, è la materia prima principale per la produzione di acido adipico. L'ossidazione coinvolge i radicali e l'intermediazione dell'idroperossido C6H11O2H. In alcuni casi, il cicloesanolo purificato, ottenuto per idratazione del cicloesene, è il precursore. In alternativa, il cicloesanone può essere prodotto mediante l'idrogenazione parziale del fenolo:
{\displaystyle {\ce {C6H5OH + 2 H2 -> (CH2)5CO}}}
Questo processo può anche essere regolato per favorire la formazione di cicloesanolo.
ExxonMobil ha sviluppato un processo in cui il benzene è idroalchilato in cicloesilbenzene. Quest'ultimo prodotto viene ossidato in un idroperossido e quindi scisso in fenolo e cicloesanone. Pertanto, questo nuovo processo che non produce il sottoprodotto dell'acetone appare attraente ed è simile al processo al cumene quando si forma un idroperossido e quindi decomposto per produrre due prodotti chiave.

### Metodi di laboratorio
Il cicloesanone può essere preparato dal cicloesanolo mediante ossidazione con triossido di cromo (ossidazione di Jones). Un metodo alternativo utilizza l'ipoclorito di sodio come ossidante, più sicuro e più facilmente disponibile.

## Usi
La grande maggioranza del cicloesanone viene consumata nella produzione di precursori del Nylon 6,6 e Nylon 6. Circa metà della fornitura mondiale viene convertita in acido adipico, uno dei due precursori per nylon 6,6. Per questa applicazione, l'olio di KA (vedi sopra) viene ossidato con acido nitrico. L'altra metà della fornitura di cicloesanone viene convertita in cicloesanone ossima. In presenza di acido solforico in quantità catalitica l'ossima si riarrangia in caprolattame, un precursore del nylon 6.

### Reazioni di laboratorio
Oltre alle reazioni su larga scala condotte al servizio dell'industria dei polimeri, sono state sviluppate molte reazioni per il cicloesanone. In presenza di luce, subisce alfa-clorurazione per dare 2-clorocicloesanone. Forma un etere trimetilsililenolico al trattamento con trimetilsililcloruro in presenza di una base. Inoltre forma un'enammina con pirolidina.

### Uso illecito
Il cicloesanone è stato utilizzato nella produzione illecita di fenciclidina e suoi analoghi  e come tale è spesso soggetto a controlli aggiuntivi prima dell'acquisto.

## Effetti biologici e rischi per la salute
La molecola del cicloesanone come tale possiede già una certa tossicità per l'uomo. Grazie al suo tropismo per le strutture lipidiche, può venire rapidamente assorbito tramite la cute e l'apparato respiratorio e raggiungere le strutture nervose, ricche appunto di lipidi (mielina).
Il cicloesanone, inoltre, va incontro a metabolismo endogeno trasformandosi in 1,3-cicloesan-dione, 1,4-cicloesan-dione ed i corrispettivi alcoli. È stata provata anche la metabolizzazione ad 1,2-dione. Tutte queste reazioni hanno luogo prevalentemente in sede epatica.
Esistono modelli animali dove l'esposizione sia acuta che cronica al cicloesanone ha provocato assonopatia nervosa, un tipo di tossicità a carico della struttura nervosa deputata alla conduzione degli impulsi neuronali, l'assone.
La tossicità sembra esplicarsi attraverso il blocco o il rallentamento del trasporto di proteine e sostanze nutrienti lungo queste strutture (distrofia). I derivati dionici, inoltre, si coniugano covalentemente ai gruppi amminici (reazione di Schiff) delle strutture proteiche dell'assone, come i canali ionici, impedenedone il corretto funzionamento.
Non ultimo, sembra che la contaminazione da cicloesanone in circuiti usati per apparati di supporto cardiaco e renale, abbia effetti negativi anche sul cuore, come ha sperimentalmente dimostrato un lavoro pubblicato nel 2009.